# Zbór Kościoła Adwentystów Dnia Siódmego w Gdańsku
Zbór Kościoła Adwentystów Dnia Siódmego w Gdańsku – zbór adwentystyczny w Gdańsku, należący do okręgu pomorskiego diecezji zachodniej Kościoła Adwentystów Dnia Siódmego w RP.
Pastorem zboru jest Jakub Kędryna, natomiast starszym zboru – Tomasz Hatała. Nabożeństwa odbywają się w nowym kościele przy ul. Jaśkowa Dolina 21 każdej soboty o godz. 10.00.

## Dom modlitwy
Nowo oddany do użytku kościół adwentystyczny w Gdańsku, połączony z centrum ewangelizacyjnym i ośrodkiem socjalnym, znajduje się w zabytkowej części gdańskiego Wrzeszcza. Uroczystość poświęcenia nowego kościoła odbyła się podczas nabożeństwa głównego w sobotę 6 listopada 2010 r. W akcie poświęcenia uczestniczyli: pastor Bertil Wilklander – przewodniczący adwentystycznego wydziału transeuropejskiego do którego należy polski kościół, pastor Paweł Lazar – zwierzchnik Kościoła w Polsce, władze lokalnej diecezji oraz przedstawiciele duchowieństwa adwentystycznego. Podczas uroczystości słowo pozdrowienia przekazali także zaproszeni goście z innych gdańskich wspólnot chrześcijańskich, m.in. pastor ze zboru metodystycznego w Gdańsku i przedstawiciel Kościoła rzymskokatolickiego, a także niechrześcijańskich, m.in. przedstawiciel gminy muzułmańskiej.